# Sterrhochaeta constellata
Sterrhochaeta constellata är en fjärilsart som beskrevs av W. Warren 1906. Sterrhochaeta constellata ingår i släktet Sterrhochaeta och familjen mätare. Inga underarter finns listade i Catalogue of Life.